# Sclerocarpus papposus
Sclerocarpus papposus là một loài thực vật có hoa trong họ Cúc. Loài này được (Greenm.) Feddema miêu tả khoa học đầu tiên năm 1972.